# Zimmerofen

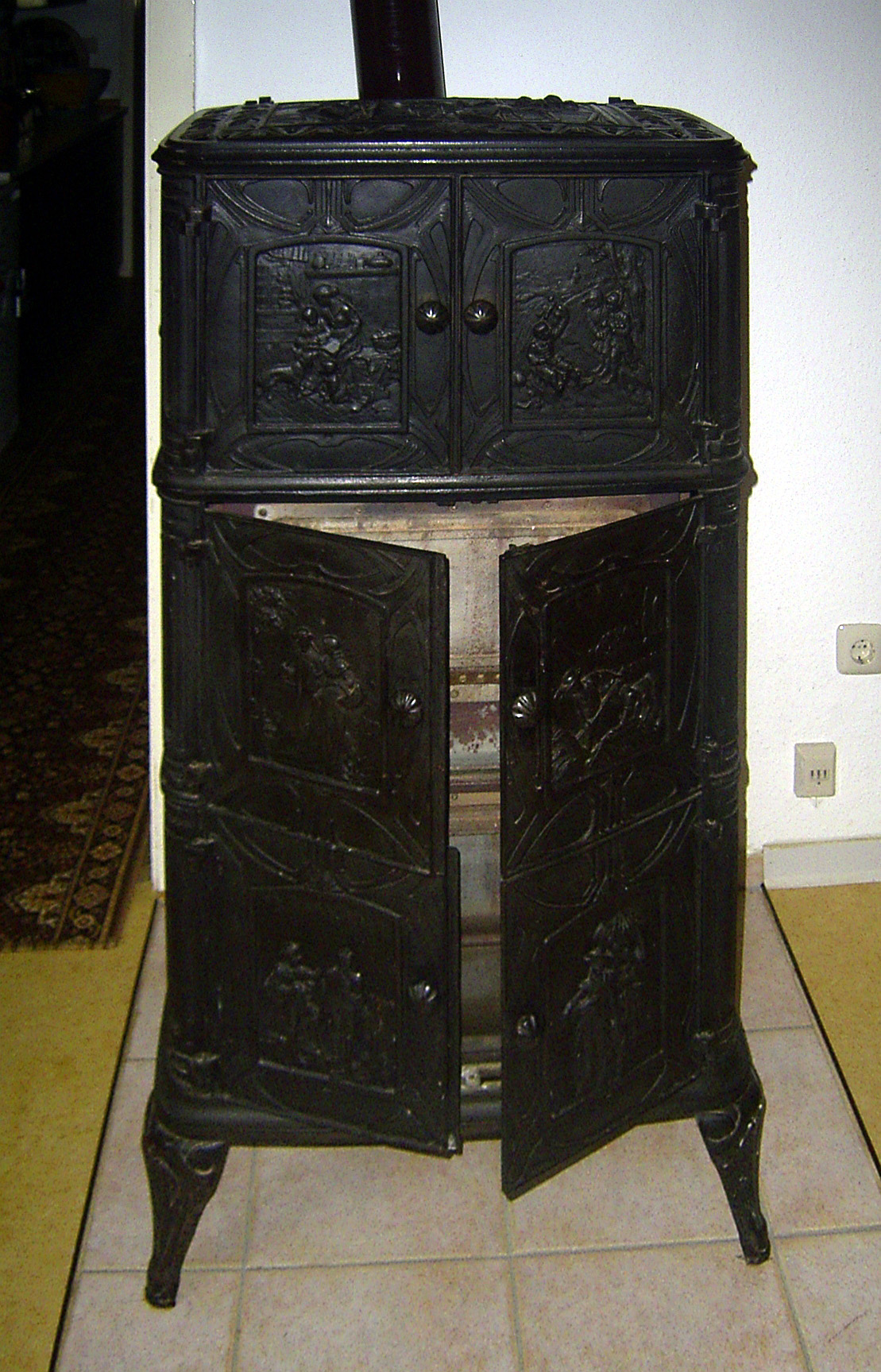
Gusseiserner Zimmerofen

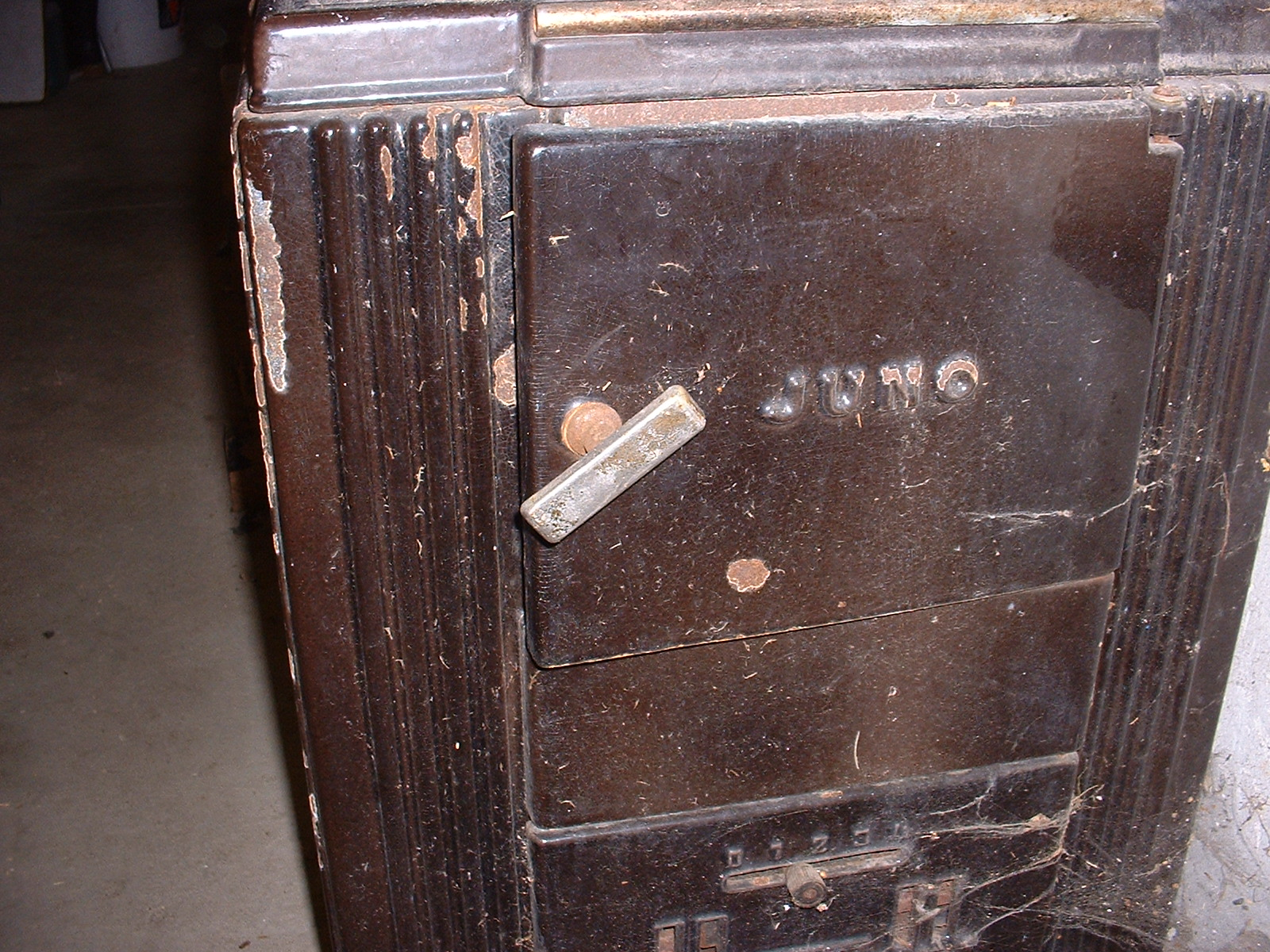
Kleiner Kaminofen von Juno

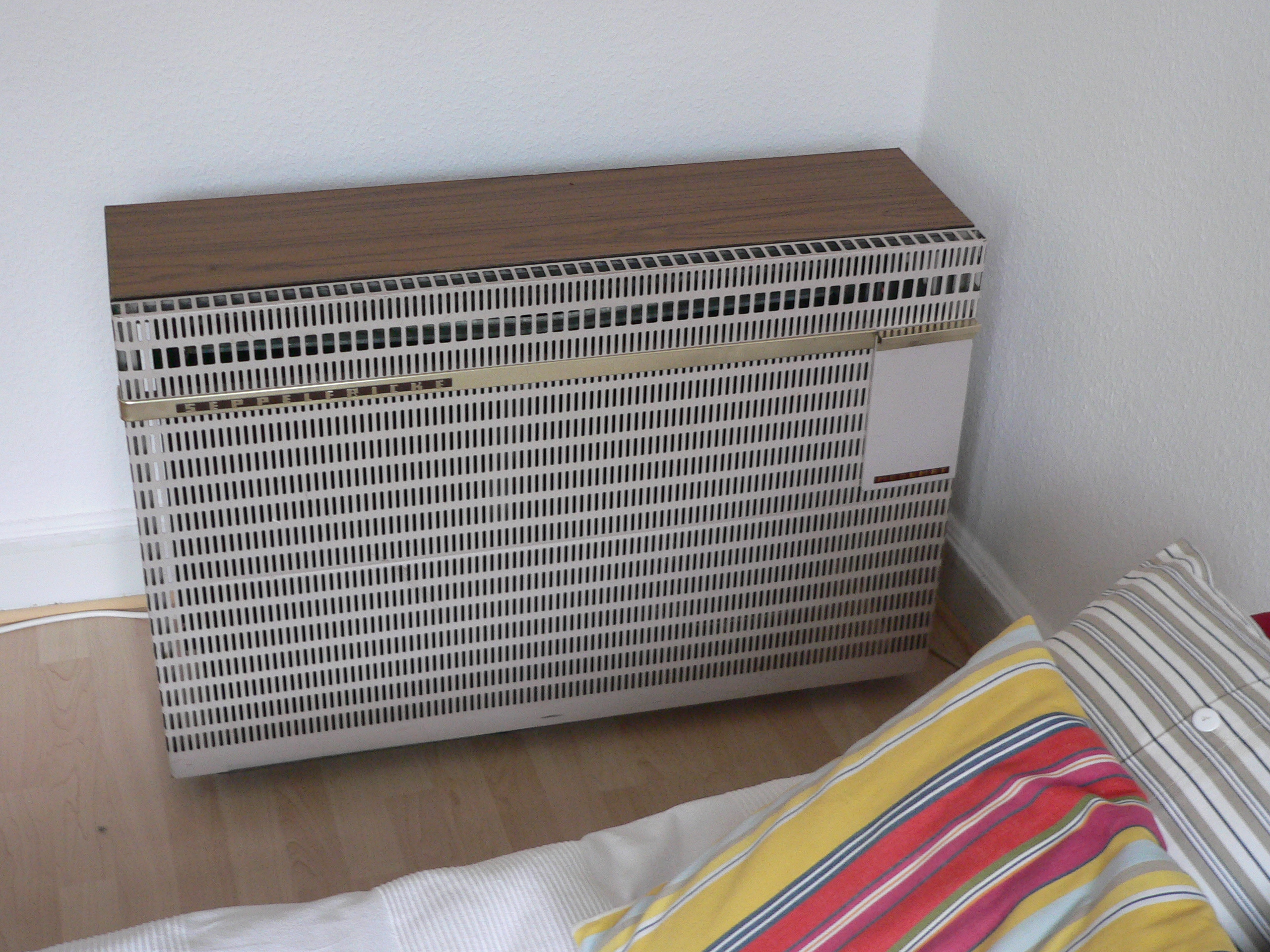
Gasofen von Seppelfricke

Ein Zimmerofen ist ein Ofen, der als Heizung eines Zimmers dient. Die Wärme wird – im Gegensatz zu einer Zentralheizung und deren Heizkörpern – direkt im Zimmer erzeugt.
Es gibt unterschiedliche Arten:
Mit Holz oder Kohle beheizt werden:
- offener Kamin
- Kanonenofen
- Warmluft-Holzofen.

Mit anderen Materialien beheizt werden:
- Ölofen
- Gasheizofen
- elektrischer Nachtspeicherofen.

## Konstruktion
Zimmeröfen sind von sehr verschiedener Konstruktion, sollen aber eine stets möglichst vollständige Verbrennung des Brennmaterials (bei Verbrennungsöfen) sowie eine optimale Übertragung der Wärme an das Ofenmaterial und von diesem an die Raumluft ermöglichen. Bei Verbrennungsöfen müssen sich die Rauchzüge des Ofens gut reinigen lassen. Bei allen Konstruktionen versucht man, zweckmäßige Zirkulation der Zimmerluft und eine gewisse Ventilation zu erreichen.
Für die Konstruktion der Feuerung gelten die allgemeinen Grundsätze: Man baut Zimmeröfen mit und ohne Rost und leitet die Feuerungsgase durch Kanäle, an deren Wandungen sie ihre Wärme bis zu einem gewissen Grad abgeben, und schließlich in den Schornstein. Ist das Feuer erloschen, so hält die Luftströmung durch den heißen Ofen an, und es wird viel Wärme nutzlos fortgeführt. Man bringt deshalb in dem zum Schornstein führenden Rohr eine Rauchgasklappe an und eine luftdicht schließende Ofentür, die den Eintritt von Luft in den Ofen verhindert, um bei zu frühzeitigem Schließen der Rauchgasklappe ein Ausströmen des sich bei unvollständiger Verbrennung der Kohle im Ofen bildenden Kohlenmonoxids vorzubeugen.
Je nachdem, ob der Ofen vom Zimmer aus oder von außen geheizt wird, unterscheidet man Windöfen (ursprünglich Öfen, deren Brand durch Luftzug vermittelst Zuglöchern verstärkt wurde) und Halsöfen, von denen erstere am häufigsten vorkommen. Die ihnen zugeschriebene Bedeutung als Ventilationsvorrichtung ist übrigens bei weitem nicht so groß, wie man häufig annimmt (vgl. Heizung und Ventilation).
Als Material für den Bau von Zimmeröfen benutzt man Eisen oder Ton, letzteren mehr im Norden und Osten und wo man ein Zimmer andauernd auf gleicher Temperatur erhalten will, Eisen mehr im Westen und Süden und in Räumen, die für vorübergehenden Aufenthalt schnell geheizt werden sollen.
Die Unterschiede zwischen eisernen und Tonöfen ergeben sich aus der physikalischen Beschaffenheit der Materialien. Die Wärmeleitfähigkeit des Eisens ist etwa 33-mal größer als die des Tons, infolgedessen erhitzt sich der eiserne Ofen schneller und gibt die aufgenommene Wärme schneller an die Zimmerluft ab als der Tonofen, dessen dickere Wände überdies der Wärmeübertragung ein weiteres Hindernis bereiten. Dagegen ist die spezifische Wärme des Tons größer als die des Eisens, so dass ein gleiches Gewicht auf gleiche Temperatur erhitzten Tons ein viel größeres Volumen Luft auf eine bestimmte Temperatur erwärmen kann als Eisen. Hieraus lässt sich leicht die verschiedene Verwendbarkeit beider Materialien, die Auswahl der Brennstoffe und die Behandlung des Feuers ableiten. Im eisernen Ofen unterhält man beständig ein mäßiges Feuer, während man den Tonofen einmal stark anheizt und dann schließt.

## Typen

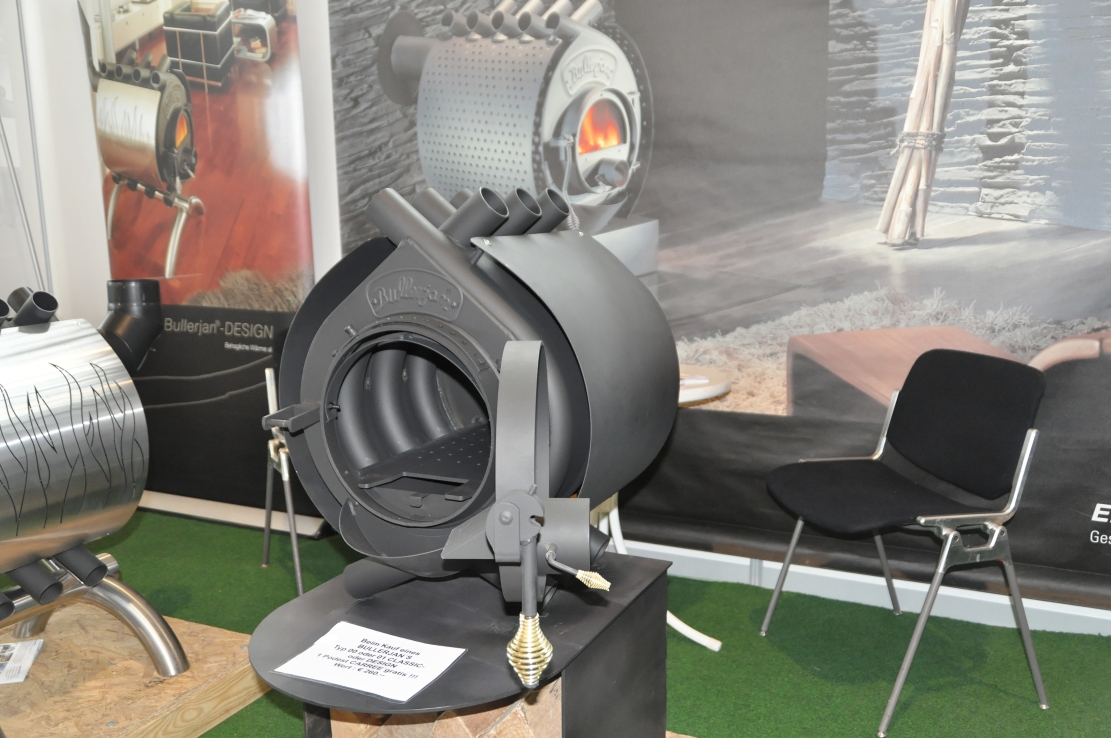
Moderner Ofen mit Wärmeleitrohren des Unternehmens Bullerjan

Dieser Artikel basiert auf einem gemeinfreien Text aus Meyers Konversations-Lexikon, 4. Auflage von 1888 bis 1890.

### Tonöfen
Als Typen der Tonöfen sind der russische und der schwedische anzusehen.

#### Russischer Ofen
Der russische Ofen  ist auf starke Holzfeuerung berechnet und enthält 4 bis 12 vertikale, aus gebrannten Steinen gemauerte, dicht nebeneinander liegende Züge, von denen der letzte abwärts gerichtet ist; die Heizöffnung befindet sich außerhalb des Zimmers.

#### Schwedischer Ofen
Der schwedische Ofen bildet einen sehr hohen Zylinder, in dem fünf Kanäle in der Art angeordnet sind, dass der zylindrische Raum zunächst durch zwei parallele vertikale Wände in drei Teile geteilt ist, von denen die beiden seitlichen durch eine schwache Wand vertikal halbiert werden, während der mittlere Teil den Feuerraum enthält. Die Feuerungsgase steigen hier in die Höhe, verteilen sich rechts und links in zwei Seitenkanäle, gehen in diesen hinab und in den daneben liegenden Seitenkanälen wieder empor, um sich über dem mittleren Kanal zu vereinigen und unter der Decke des Ofens durch ein Rauchrohr zu entweichen. Die Heizöffnung befindet sich in der Regel im Zimmer.

#### Feilnerscher Ofen
Bei dem Feilnerschen Ofen steht ein eiserner Feuerkasten frei im Ofen und gestattet eine Luftzirkulation zwischen seiner Wandung und der Kachelwand. Die Feuerungsgase entweichen durch ein rundes Loch in der Deckplatte des Kastens und durchziehen den Ofen schlangenförmig in horizontalen Zügen. Dieser Ofen heizt sehr schnell, da die kalte Zimmerluft unten eintritt, sich an der Wand des Feuerkastens stark erwärmt und etwa im vierten Teil der Höhe des Ofens wieder austritt. Der ganze obere Teil des Ofens sichert dagegen die nachhaltige Heizung. Ein Ofen dieser Art ist der Großmannsche in der ihm von Romberg und Mehlmann gegebenen Form.
Heiz- und Aschentür liegen vertieft in der Nische des Ofenfußes, so dass das Sockelgesims zwischen Ober- und Unterkörper vollständig von der Feuerungstür isoliert ist; der Heizkasten, aus Schamottesteinen gebildet und mit solchen überwölbt, ist ebenfalls von den Kachelwänden isoliert, indem an der Heiztür eine schmale Luftschicht gelassen ist. Im Übrigen ist der Ofen in drei Teile geteilt: In dem mittleren, von einer Ziegelsteinschicht eingeschlossenen Raum, in denen das Feuer durch einen Schlitz in der Überwölbung eintritt, sind in Höhe des ganzen Ofens liegende Züge angebracht, in den beiden seitlichen Teilen je zwei stehende Züge.
Um nun mittels des Ofens eine kräftige Ventilation herbeiführen zu können, sind in dem Raum zwischen Ofen und Wand, der abgeschlossen und wegen seiner Lage gerade am mittleren Ofenteil stark erhitzt ist, zwei Tonröhren geführt. Die Luft wird hier so weit erwärmt, dass sie lebhaft aufsteigt, und während nun das eine Rohr mit der Luft im Freien mittels eines Ventilationskanals in Verbindung gebracht ist und über der Ofendecke in das Zimmer mündet, ist das andere Rohr unterhalb durch den Hohlraum unter dem Rost des Ofens durchgeführt und mündet am Ofenfuß, durch ein Gitter abgeschlossen, in das Zimmer, während es oberhalb in ein Abzugsrohr geleitet ist.
Das erste Rohr führt also stets frische Luft in das Zimmer, und durch das zweite wird die verbrauchte Luft vom Fußboden des Zimmers abgesaugt und ins Freie geführt. Eine Schiebervorrichtung gestattet auch die Kommunikation der Luft beider Röhren, und es hängt von der Stellung dieser Schiebervorrichtung ab, ob man den ventilatorischen Effekt des Ofens ausnutzen oder durch rasche Zirkulation die Durchwärmung des Zimmers befördern will.

### Eiserne Öfen

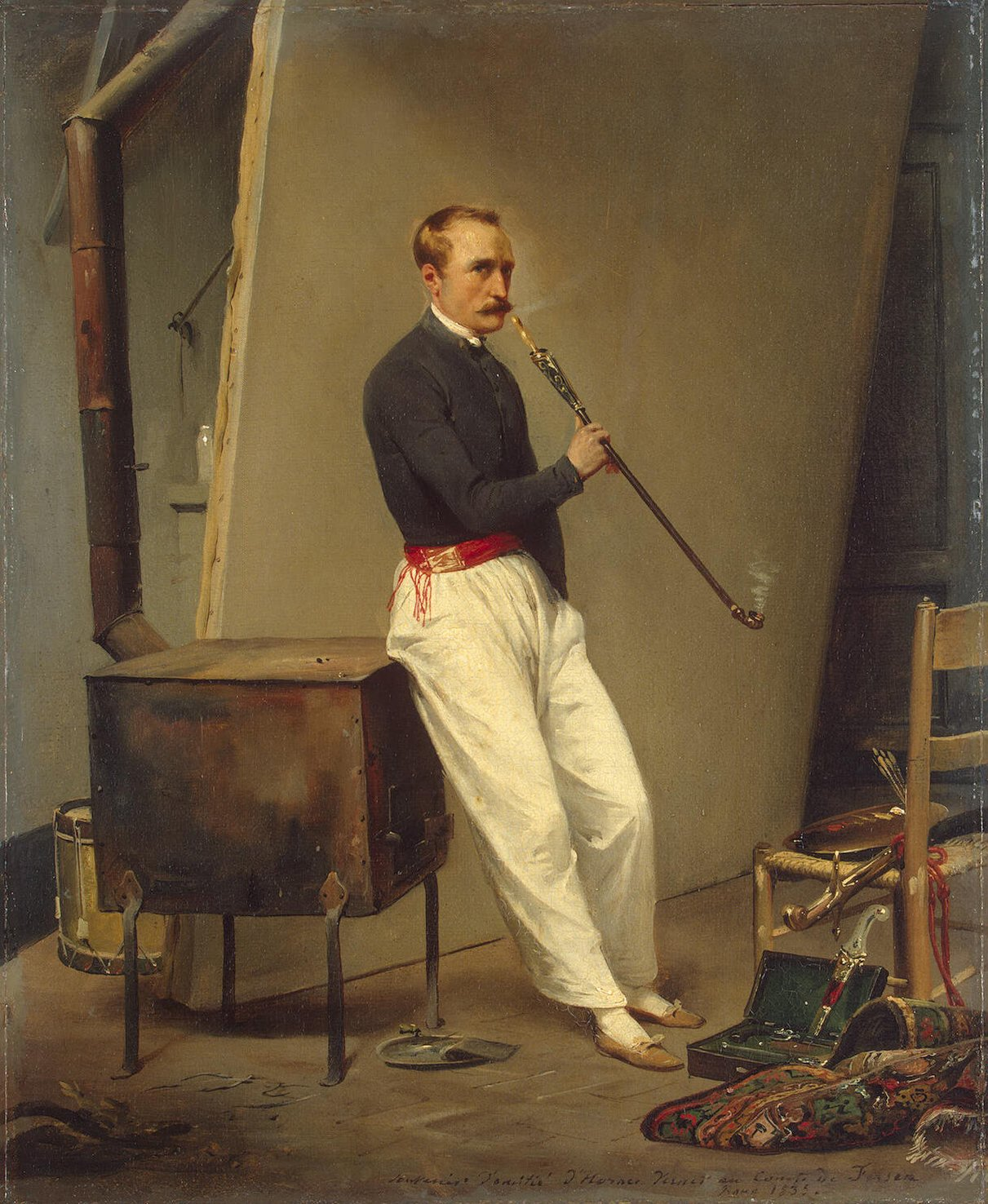
Selbstbildnis des Malers Horace Vernet, im Atelier an einen eisernen Ofen gelehnt, 1835

Der eiserne Ofen ältester und einfachster Konstruktion (Säulen-, Kanonen-, Kasernenofen, Etagen- oder Eremitageofen) besitzt vor allem den Mangel, dass er beständiger aufmerksamer Bedienung bedarf, um das Feuer brennend zu erhalten, weil die Wärmequelle fast gleichzeitig mit dem Erlöschen des Feuers versiegt.

#### Füllofen
Diesen Übelstand beseitigt der eiserne Füllofen (Schüttofen, Regulierofen), der die kontinuierliche Speisung der Feuerung mit Brennmaterial und infolgedessen gleichmäßige Erwärmung ermöglicht. Der Henschelsche Füllofen für Koks, Braun- und Steinkohlen besteht aus einem gusseisernen Mantel mit beweglichem Deckel und einem in diesen Mantel gestülpten Hohlzylinder, gleichfalls mit abnehmbarem Deckel. Unten kommuniziert das Innere des Zylinders mit dem ringförmigen Hohlraum, den der Mantel abschließt, und die Basis dieses Hohlraums bildet der Rost. Zur Anfeuerung entzündet man auf Letzterem ein leichtes Feuer, füllt den Zylinder mit Brennstoff und legt die beiden Deckel auf. Der Brennstoff sinkt dann allmählich herab und gibt ein gleichmäßiges Feuer, die Feuerungsgase steigen zwischen Mantel und Zylinder auf und entweichen unter dem Deckel in das Ofenrohr. Die einmalige Füllung reicht je nach der Größe des Ofens auf 24 Stunden bis eine Woche.

#### Meidingerscher Füllofen
Eine verstellbare Tür gestattet die Regulierung des Feuers. Einen wesentlichen Fortschritt bezeichnet der Meidingersche Füllofen, der durch seine Einfachheit in Form und Behandlung sowie durch seine Zweckmäßigkeit und Billigkeit in kurzer Zeit weite Verbreitung erlangt hat. Er besteht aus einem gusseisernen Füllzylinder mit Sockel und doppeltem Blechmantel. Der Füllzylinder besteht aus einem unteren Ring mit schräg aufsteigendem Hals, der durch eine aufgeschliffene Tür verschlossen wird, einem bis vier Mittelringen und dem oberen Ring mit Rauchrohransatz und Deckel. Ein Rost ist nicht vorhanden.
Die Tür lässt sich zwecks Aschenentleerung nach oben umschlagen und zur Regulierung des Zugs seitwärts verschieben. Über dem Hals liegt in dem Füllzylinder eine sichelförmige Platte, welche die durch den Hals einströmende Luft nötigt, in die Mitte des Brennstoffs einzudringen, und zugleich das Vorfallen des Brennstoffs in den Hals verhindert. Der innere Mantel schützt den äußern vor der strahlenden Wärme des Zylinders. Sockel und Manteldeckel sind durchbrochen, so dass die kalte Luft am Boden ein- und die erwärmte oben ausströmen kann. Zur Anfeuerung füllt man den Zylinder unter Anwendung eines Trichters mit nussgroßen Stücken von Steinkohle oder Koks bis etwa 20 cm unter dem Rauchrohr, legt ca. 0,5 kg gespaltenes Holz auf, entzündet dies, wirft noch eine Handvoll Koks oder Kohlen darüber und schließt den Deckel. Nach 1–2 Stunden ist die Entzündung unten angelangt, und die Verbrennung findet jetzt nur unten statt, während der Brennstoff langsam nachsinkt.
Bei Anwendung von Koks kann man beliebig nachfüllen und das Feuer wochenlang unterhalten. Die Asche wird an jedem Morgen durch den Hals entfernt. Der Schachtofen von Kaiserslautern speichert ebenfalls eine größere Menge Brennmaterial auf, gestattet die Verwendung jedes Brennstoffs und ist jederzeit nachzufüllen.
Ein aus mehreren Ringen aufgebauter Zylinder B bildet den Kern des Heizapparats; am unteren Ring setzt sich seitlich der schräg aufsteigende lange Füllschacht c an, während ein beweglicher Rost gh die Grenze gegen den Aschenfallkasten A bildet. Die Regulierung der Feuerung erfolgt durch die Aschenfalltür a, eine aufgeschliffene Klapptür, die, wie beim Meidingerschen Ofen, seitlich verschiebbar ist. Außerdem aber kann die Regulierung auch vom Zimmer aus durch die Tür b erfolgen. Der viereckige Füllschacht enthält in seinen oberen Ecken dreieckige Kanäle, die bis zur Schichthöhe des Brennmaterials hinabreichen und zur Begünstigung des Verbrennungsprozesses frische Luft in den Feuerraum führen. Den Eingang dieser Kanäle lässt die geschlossene Füllschachttür offen. Der Ofen hat einen Mantel und wirkt durch Verbindung mit dem Kanal s’ zugleich ventilierend, nach Abschluss dieses Kanals aber und nach dem Öffnen von s nur durch Luftzirkulation.

#### Pfälzer Ofen
Der Pfälzer Ofen des Eisenwerks Kaiserslautern ist nach dem Prinzip des Schachtofens für die Bedienung im Zimmer konstruiert. Er besitzt zwei Füllhälse (Schächte), durch die er sowohl für eine vorübergehende als auch für kontinuierliche Heizung geeignet ist. Man entzündet auf dem Rost ein leichtes Feuer und schüttet durch den unteren Schacht jedes beliebige Brennmaterial ein, wenn der Ofen nur kurze Zeit funktionieren soll. Will man dagegen das Feuer längere Zeit unterhalten, so schüttet man nussgroße Koks durch den oberen Schacht ein und lässt den mittleren Schacht, der wie beim Schachtofen in den Ecken mit Kanälen versehen ist, geschlossen. Die Regulierung erfolgt auch hier durch Verschiebung der aufgeschliffenen Aschenfalltür, die aber noch ein zentrales Loch besitzt, durch das der Rost mittels eines Hakens zur Beseitigung der Asche gerüttelt werden kann. Ein Mantel gestattet auch hier die Benutzung des Ofens zur Ventilation, außerdem lässt sich der Ofen leicht mit einem einfachen Aufsatz versehen, durch den er zur gleichzeitigen Beheizung zweier benachbarter Zimmer geeignet wird.

#### Lönholdtscher Ofen
Aus den amerikanischen Öfen für kontinuierlichen Betrieb hat sich der Lönholdtsche Ofen entwickelt, der eine wesentliche Bereicherung der Lokalheizung repräsentiert. Er ist als Mantelofen konstruiert und besteht aus einem inneren Heizzylinder mit Füllschacht, Korb- und Schüttelrost, Feuerzügen nach und aus dem Sockel, um den ein Mantel exzentrisch so versetzt ist, dass der Ofen eine regelmäßige kreisrunde Grundform erhält. Der Feuerzylinder ist zur Vergrößerung der Heizfläche und der Heizwirkung mit Rippen versehen. Das Brennmaterial wird durch die Öffnung in den Füllschacht des Ofens verbracht und hier so stark erhitzt, dass sich brennbare Dämpfe und Gase entwickeln, die mit dem den Füllschacht nach unten abschließenden glühenden Brennstoff in innige Berührung kommen und vollständig verbrennen.
Der Rostkorb ist möglichst nahe dem Boden, der Aschenfall unter dem Zirkulationssockel angebracht, um ein bei schwach wirkenden Schornsteinen nachteiliges, zu starkes Herabziehen der Feuergase zu vermeiden und den Sockel zum Zweck einer kräftigen Fußbodenheizung möglichst stark zu erwärmen. Die Verbrennungsluft strömt durch in der Aschenfalltür befindliche, mit Regulierverschluss versehene Öffnungen unter dem heißen Sockel entlang zum Rost und gelangt mithin vorgewärmt zu dem Brennmaterial. Für eine vollkommene Verbrennung wird ferner durch die regulierbare und verschließbare Öffnung direkt unter der Feuertür Luft in horizontaler Richtung in die Feuerglut eingeführt.
Zum Luftabzug aus dem Zimmer sowie zur Regulierung der Verbrennungsintensität liegt über dem Heizzylinder ein Kanal, der vorn in das Zimmer, hinten in den Schornstein mündet und teils von der Decke des Feuerzylinders, teils von den durch den Kanal strömenden Feuergasen stark erhitzt wird. Die Zimmerluft zieht durch eine im vorderen Teil dieses Kanals eingesetzte Düse in den Kanal und durch diesen in den Schornstein ab. Auf der Innenseite der Düse ist eine Glimmerscheibe so befestigt, dass sie je nach der Zugkraft des Schornsteins sich hebt und senkt und mithin den Luftabzug aus dem Zimmer automatisch reguliert. Außerdem kann der Kanal durch den Schieber geschlossen werden. Die Öfen sind mit Ventilations- und Zimmersockel zum Einführen reiner Außenluft durch Kanäle unter dem Fußboden oder in der Korridorwand sowie zur Zirkulation der Zimmerluft versehen.
Dicht am Fußboden tritt die Luft in den geheizten Sockel des Ofens ein und verlässt denselben, zwischen Heizzylinder und Mantel emporsteigend, durch die im oberen Teil des Mantels vorhandenen Durchbrechungen, nachdem sie noch aus einem Wasserverdunstungsgefäß mit Feuchtigkeit versehen ist. Soll der Ofen zur Heizung mehrerer zusammenhängender Räume benutzt werden, so nimmt man einige Sektionen des durchbrochenen Gitters heraus und führt von den so gebildeten Öffnungen mit Drosselklappen verschließbare Blechkanäle nach den zu heizenden Nebenräumen. Die Bedienung des Ofens beschränkt sich auf das Nachfüllen von Kohlen in den Füllschacht, auf das Entleeren des Aschenkastens nach je 24 Stunden und auf die Regulierung des Verbrennungsprozesses durch Öffnen und Schließen des in der Aschenfalltür befindlichen Verschlusses.

## Geschichte
Anordnungen unter Pfalzgraf Karl IV. aus dem Jahr 1772 dienten auch der Verhütung eines Brandes im Zusammenhang mit häuslichen Feuerstätten. Nach gleichzeitigen Bauvorschriften durften keine Holzschornsteine mehr errichtet, keine hölzernen Schläuche mehr eingebaut werden, die den Rauch der Feuerstätte zum Kamin zu leiten hatten, wie es auch untersagt wurde, Ofenrohre zum Fenster hinauszuführen.

## Sicherheit in Verbindung mit Ventilationsanlagen
Zimmeröfen und Kamine sind normalerweise kein Bestandteil im modernen Wohnungsbau, bei denen Zwangsabluftsysteme zum Einsatz kommen. Letztere sind typisch für fensterlose, innenliegende WCs und Bäder. Kann eine hinreichend getrennte Luftzufuhr für Bad und Ofen nicht baulich sichergestellt werden, kann es passieren, dass der Badlüfter den Brandrauch aus der Ofentür zieht. Eine einfache Lösung besteht darin, die Badentlüftung mit der Ofentür (= Verbrennungsluftzufuhr) zu koppeln, so dass bei geöffneter Tür die Entlüftung abgeschaltet wird. Komplexere Systeme messen den Schornsteinzug mit einem Differenzdrucksensor und schalten bei zu geringer Druckdifferenz den Ventilator ab. Das funktioniert auch mit offenen Kaminen.